# Cape Walden
Cape Walden är en udde i Antarktis. Den ligger i Västantarktis. Inget land gör anspråk på området.